# 케이블 백드 보우

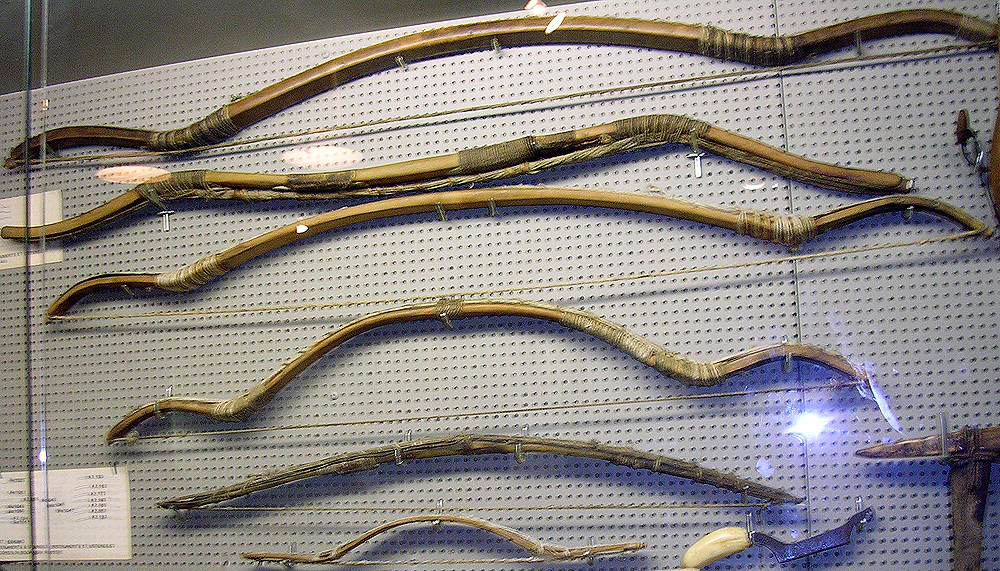
이누이트의 활.

케이블 백드 보우(cable-backed bow)는 활몸에 줄이나 끈을 감거나 덧대어 견고함을 더하고 활의 당기는 힘을 더한 활이다.
북극의 이누이트인들이나 아베나키 족을 비롯한 북미 원주민들이 이러한 활을 만든 유물이 남아 있으며, 일본의 화궁도 끈을 감아 강화를 한 것이 있다.

## 같이 보기
- 단궁
- 복합궁
- 합성궁